# Robert Valette
Pour les articles homonymes, voir Valette.
Robert Valette  est un footballeur français né le 15 novembre 1948 à Lyon (Rhône). Il a évolué comme arrière. 
Il a été finaliste de la Coupe de France avec Lyon en 1971 et en 1976.

## Biographie
Entraîneur de l'équipe réserve de l'Olympique lyonnais, lors de la saison 2000-2001, il termine deuxième de son groupe de CFA, remporte la Coupe du Rhône-Alpes puis le Championnat de France des réserves professionnelles.

## Carrière de joueur
- 1969-1976 :  Olympique lyonnais
- 1976-1978 :  AS Angoulême[2]

## Palmarès de joueur
- Finaliste de la Coupe de France en 1971 et en 1976 avec l'Olympique lyonnais

## Carrière d'entraîneur
- 1978-1980 :  Stade riomois (DH)
- 1980-1982 :  FC Bourges (D3)
- 1982-1988 :  Sports Athlétiques Vitryats de Vitry-le-François (DH)
- 1989-1990 :  Olympique lyonnais (cadets nationaux)
- 1990-1996 :  Olympique lyonnais (15 ans)
- 1996-2011 :  Olympique lyonnais (CFA)